# Гор (Оклахома)
Гор (англ. Gore) — місто (англ. town) в США, в окрузі Секвоя штату Оклахома. Населення — 951 особа (2020).

## Географія
Гор розташований за координатами 35°32′34″ пн. ш. 95°6′46″ зх. д. / 35.54278° пн. ш. 95.11278° зх. д. (35.542895, -95.112770).  За даними Бюро перепису населення США в 2010 році місто мало площу 5,96 км², з яких 5,95 км² — суходіл та 0,01 км² — водойми.

## Демографія
Згідно з переписом 2010 року, у місті мешкало 977 осіб у 393 домогосподарствах у складі 266 родин. Густота населення становила 164 особи/км².  Було 460 помешкань (77/км²).
Расовий склад населення:
| - 66,9 % — білих - 23,0 % — корінних американців - 0,7 % — азіатів |

До двох чи більше рас належало 8,9 %. Частка іспаномовних становила 1,5 % від усіх жителів.
За віковим діапазоном населення розподілялося таким чином: 20,2 % — особи молодші 18 років, 57,6 % — особи у віці 18—64 років, 22,2 % — особи у віці 65 років та старші. Медіана віку мешканця становила 44,6 року. На 100 осіб жіночої статі у місті припадало 89,0 чоловіків;  на 100 жінок у віці від 18 років та старших — 83,5 чоловіків також старших 18 років.
Середній дохід на одне домашнє господарство  становив 48 323 долари США (медіана — 32 411), а середній дохід на одну сім'ю — 60 810 доларів (медіана — 47 500). За межею бідності перебувало 19,8 % осіб, у тому числі 26,6 % дітей у віці до 18 років та 22,6 % осіб у віці 65 років та старших.
Цивільне працевлаштоване населення становило 420 осіб. Основні галузі зайнятості: освіта, охорона здоров'я та соціальна допомога — 29,8 %, мистецтво, розваги та відпочинок — 10,5 %, роздрібна торгівля — 10,2 %.